# Collybia
Collybia (Fr.) Staude, Schwämme Mitteldeutschl.: xxviii, 119 (1857)
Al genere Collybia appartengono funghi poco carnosi, ma più putrescibili dei Marasmius; il
cappello è piuttosto regolare e sottile, il gambo è snello e lungo ma meno coriaceo e privo di volva e di anello, non hanno odori caratteristici sgradevoli.
Alcune specie sono commestibili, più o meno apprezzate. Sono molto vicine ai Marasmius ed anche al genere Mucidula che presenta un velo ed un anello sul gambo, da alcuni autori conglobato nella stessa Collybia.

## Etimologia
Collybia viene dal greco antico: κόλλυβος?, kóllybos ("monetina") ossia «pasticcetto rotondo come uno spicciolo», per la forma del carpoforo.

## Specie diCollybia
La specie tipo del genere è la Collybia tuberosa (Bull.) P. Kumm. (1857), alcune altre specie sono:
- Collybia acervata
- Collybia bispora J. Carbó & Pérez-De-Greg. (2002)
- Collybia bisulcata Pat. & Gaillard
- Collybia blandula Berk.
- Collybia bohemica Velen. (1920)
- Collybia borealis Lloyd
- Collybia brassicolens (Romagn.) Bon. (1998)
- Collybia confluens
- Collybia dealbata (Berk. & M.A. Curtis) Dennis (1951)
- Collybia deceptiva Corner (1994)
- Collybia declinis Weinm.
- Collybia dehiscens Kalchbr.
- Collybia delicata Thiers (1958)
- Collybia dryophila (Bull.) P. Kumm. (1871)
- Collybia esculenta
- Collybia fusipes (Bull.) Quelet
- Collybia mucida (Schrad.) Quél. (1886)
- Collybia peronata (Sch. ex Fr.)4
- Collybia platyphylla
- Collybia tenacella
- Collybia velutipes

## Galleria d'immagini

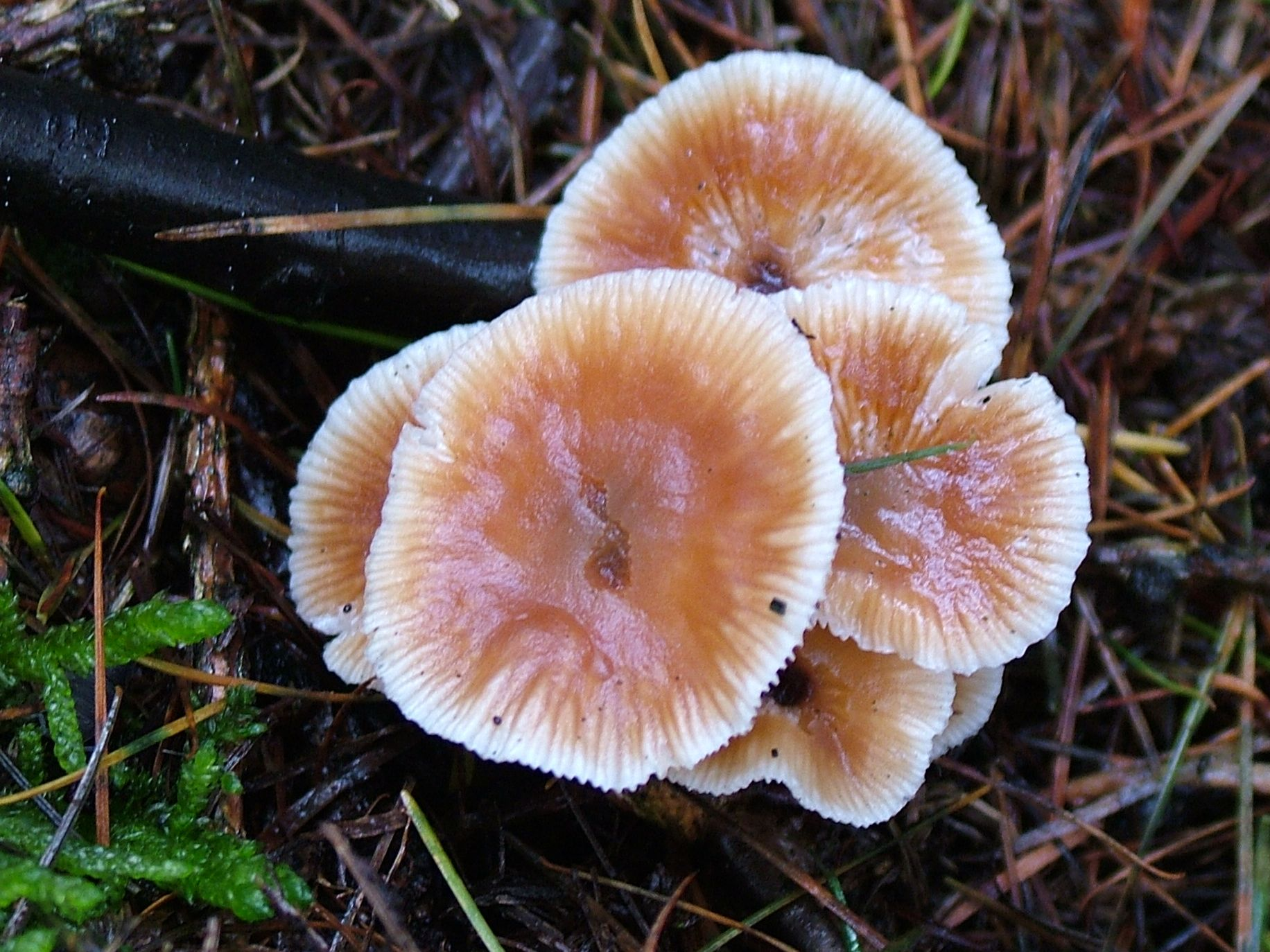
Collybia brassicolens
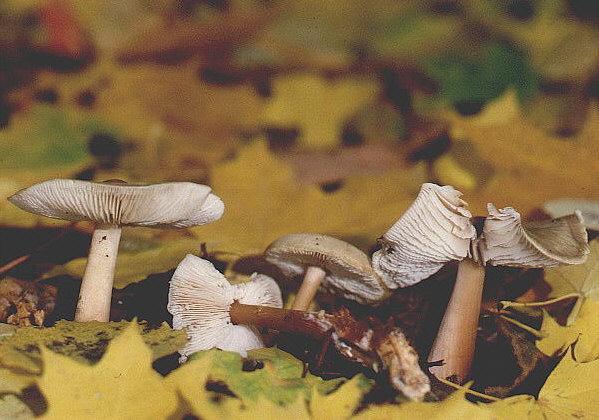
Collybia dryophila
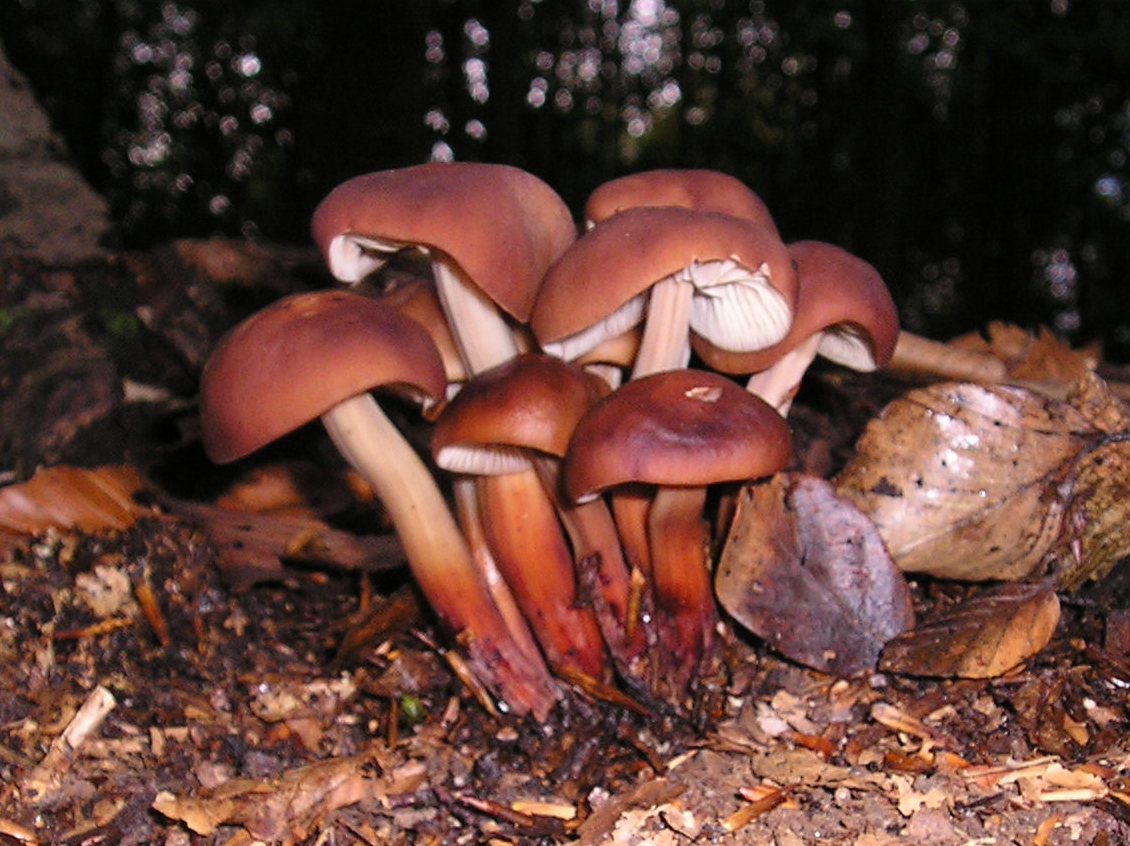
Collybia fusipes
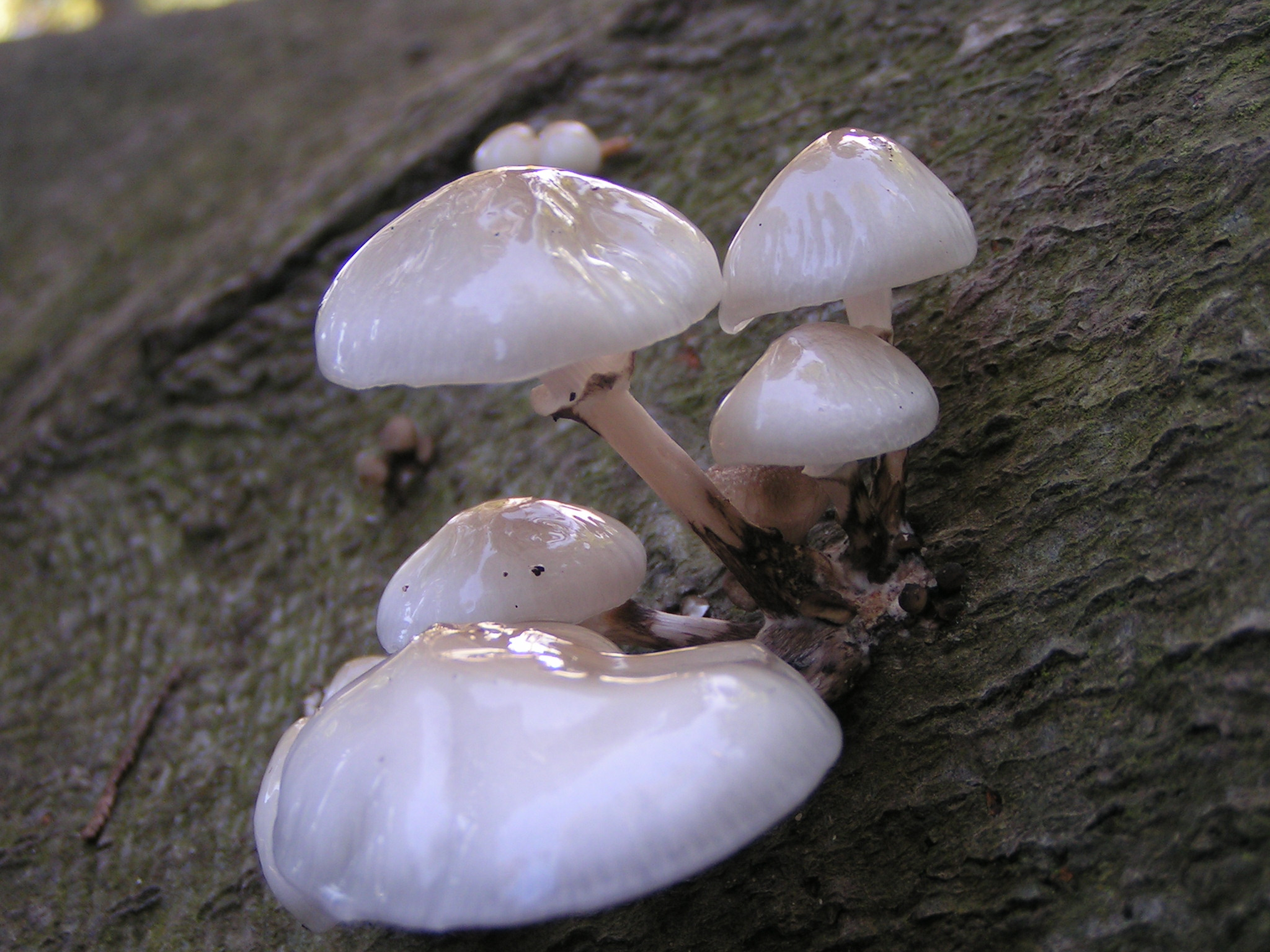
Collybia mucida